# Industrie du plastique
L'industrie des plastiques conçoit, fabrique (plasturgie) et commercialise des matériaux polymères — communément dénommés « plastiques » — utilisés pour de nombreux usages (ex. : emballage, construction, électronique, industrie aérospatiale, transport, agriculture, sylviculture, jouets, gadgets, sans oublier les microplastiques dans certains dentifrices et cosmétiques).
Une grande partie de la partie amont (production) de ce secteur est classée dans l'industrie chimique et dépend encore des hydrocarbures fossiles (naphta, gaz naturel), ce qui la fait aussi classer en grande partie au sein l'industrie pétrochimique.

Outre la production de matières plastiques, l'ingénierie des matières plastiques est une autre partie importante du secteur ; le matériau polymère y est essentiellement travaillé comme matière première, avec les additifs, colorants, catalyseurs, etc., nécessaires à lui conférer de meilleures propriétés mécaniques et thermiques. Depuis quelques décennies[Depuis quand ?], certains plastiques, après une phase de tri, tendent progressivement à être mieux recyclés.
Des plastiques dits « verts », produits à partir de produits végétaux ou de ressources renouvelables, apparaissent à partir de la fin du XXe siècle.

## Histoire
Bien que des résines naturelles soient utilisées depuis la préhistoire sur plusieurs continents, les premiers plastiques synthétiques produits à échelle industrielle sont des produits de type bakélite puis produits à partir de pétrole.
- Alexander Crum Brown a découvert la double liaison carbone dans l'éthylène.
- James Swinburne est considéré comme le père de British Plastics, qui a révolutionné l'industrie du plastique en Europe.

Rare sont les secteurs de l'industrie qui ont connu une croissance aussi forte que celle du plastique en seulement soixante ans (tant en tonnage qu'en termes de variété des usages), mais avec comme effet secondaire une pollution plastique omniprésente, retrouvée jusque dans les pluies et les grands fonds marins. Les déchets de plastique sont omniprésents et s'accumulent, ils sont mal collectés et peu recyclés.
Ceci fait du plastique un objet de débat sociétal, autrefois symbole du progrès industriel, il devient symbole de la crise de la société postmoderne.

## Consommation de ressources
Vers 2015, l'industrie du plastique est encore essentiellement pétrochimique. Elle a consommé en 2016 environ 17,4 millions de barils de pétrole par jour, soit près de 20 % de la consommation mondiale de pétrole. Ses fournisseurs historiques de matière première pétrogazière sont Shell, Aramco et d'autres grands groupes pétrogaziers), via des sociétés chimiques préparant les monomères.

## Production

Évolution de la production des plastiques entre 1950 et 2012.

Elle croit fortement et régulièrement depuis le milieu du XXe siècle, et à échelle mondiale. 

Demande européenne de plastiques, par secteur, en 2012 (source PlasticsEurope.
En 2018, la demande a atteint 51,8 millions de t/an.

Demande de résines plastiques en Europe, en 2017, en pourcentage de la demande plastique totale ; selon une étude menée par PlasticsEurope.

### Monde
La production de plastiques augmente régulièrement dans le monde ; 1,5 Mt en 1950, 280 Mt en 2011, 311 millions de tonnes en 2014, 322 millions de tonnes en 2015. 
En 2024, la production annuelle de plastique a plus que doublé en vingt ans pour atteindre 460 millions de tonnes.
La production mondiale de plastiques cumulée depuis 1950 se monte à 8,3 milliards de tonnes (6,3 sont des déchets, dont seuls 9 % ont été recyclés, 12 % ont été incinérés et 79 % accumulés dans des décharges ou dans la nature) et pourrait atteindre 25 milliards de tonnes d’ici à 2050, selon une étude publiée 19 juillet 2017 dans la revue Science Advances. Avec une production mondiale de ~54 Mt en 2001, le polyéthylène [(-CH2-)n] est un polymère de synthèse très consommé. Les plus répandus sont le polypropylène [(-CH2-CH(CH3)-)n], le polyéthylène, le poly(chlorure de vinyle) [(-CH2-CH(Cl)-)n], le polystyrène, le polyuréthane et le poly(téréphtalate d'éthylène) (PET, PETE).
Le PET et le poly(carbonate de bisphénol A) (PC, thermoplastique technique) connaissent une forte progression depuis les années 1990. La production totale du PET était de ~18 Mt en 2001.

### Europe
En 2013, l'Union européenne était le 2e producteur (20 % de la production mondiale), juste derrière la Chine (24,8 %) mais loin derrière la totalité de l'Asie qui assure près de la moitié de la production mondiale. En 2018, l'UE assurait 17 % de la production et la Chine 30 %.
La demande totale en 2013 en Europe a été de 46,3 millions de tonnes, dont la moitié pour l'Allemagne (25,4 % du total), l'Italie (14,3 %) et la France (9,7 %).
Selon PlasticsEurope (citant Eurostat), en 2013, le secteur de la production de matière plastique comptait environ 134 000 employés, alors que les industriels transformant la résine en objets de plastique employaient 1 267 000 personnes. La production a fortement chuté en 2008, à cause de la crise de 2008, pour repartir à la hausse en 2009.
Concernant la part du plastique présent dans les déchets gérés ; en Europe en 2013, selon PlasticsEurope : 26 % étaient recyclés, 36 % étaient brûlés en incinérateur, généralement avec récupération de l'énergie, et 38 % étaient encore mis en décharge, cette dernière « solution » diminuant néanmoins lentement (tonnage enfoui passé de 12,9 millions de tonnes en 2006 à 9,6 millions de tonnes en 2012, les pays qui ont interdit la mise en décharge ayant le meilleur taux de recyclage).

### France
Dans ce pays la production de plastique augmente encore (ex. : +7,8 % en un an, de 2016 à 2017).
Le taux de recyclage est encore faible ; selon le commissariat général au développement durable, d'après PlasticsEurope (en 2019), seuls 22 % des déchets plastiques du pays et 26 % des déchets d’emballages plastiques sont recyclés ; chaque année une grande quantité de plastique est incinérée ou mise en décharge, et , 11 200 tonnes de déchets plastique français sont déversés dans la mer Méditerranée et les rivières sont contaminées par des microplastiques.
Des mesures de réduction de l’utilisation du plastique sont intégrées dans le plan Biodiversité (2018), dans la loi pour la reconquête de la biodiversité (2016), dans la loi de transition énergétique pour la croissance verte (2015), etc. La feuille de route pour l’économie circulaire vise 100 % des déchets plastiques recyclés en 2025.
Les chiffres ci-dessous incluent les thermoplastiques et les polyuréthanes, ainsi que les thermodurcissables, les adhésifs, les revêtements et les produits d'étanchéité et les fibres plastiques (nylon, polypropylène...). Les données ont été recueillies par PlasticsEurope (PEMRG) et Consultic.
| Année | Mégatonnes | dont en Europe, |
| ----- | ---------- | --------------- |
| 2002  | 204        | 56              |
| 2002  | 245        |                 |
| 2007  | 250        | 65              |
| 2009  | 257        | 55              |
| 2011  | 279        | 58              |
| 2012  | 288        | 57              |
| 2013  | 299        | 58              |
| 2014  | 311        | 59              |
| 2015  | 322        | 58              |
| 2016  | 335        | 60              |
| 2017  | 348        | 64,4            |
| 2017  | 359        | 61,8            |

## Producteurs
En Europe, on trouve notamment :
- AGC Chemicals Europe
- Arkema
- Basell Orlen Polyolefins
- BASF
- BEWi Styrochem
- BEWiSynbra RAW
- Borealis
- Braskem
- Celanese
- Chemours
- Chevron Phillips
- CIECH Sarzyna
- Covestro
- Daikin
- Dow Europe
- DSM Engineering Plastics
- DuPont de Nemours International
- Dyneon
- ELIX Polymers
- Ems-Chemie
- Ercros
- EVAL Europe / Kuraray
- Evonik
- ExxonMobil Chemical Company
- Gabriel Technologie
- Hexion
- Huntsman Advanced Materials
- INEOS
- INEOS Styrolution
- INOVYN
- Jackon
- Lanxess
- Leuna Harze
- LyondellBasell
- Novamont
- Olin
- Radici
- Ravago Plastics
- Repsol
- SABIC EUROPE
- Shell Chemicals Europe
- Shin-Etsu PVC
- Sibur
- Solvay
- SPOLCHEMIE
- Sunpor Kunststoff
- Synthos
- Total Petrochemicals
- Trinseo
- UBE
- Unipetrol RPA
- Unipol
- Versalis
- VESTOLIT
- Victrex
- Vinnolit
- VYNOVA
- Wacker Chemie
- W.L. Gore & Associates

## Débouchés, marchés
Selon PlasticsEurope, les trois principaux marchés des plastiques sont l'emballage, le bâtiment,  la construction et l'automobile.
En 2016, l'emballage est le premier débouché  (150 millions de tonnes dans le monde) devant le bâtiment et de la construction (60 millions de t/an, soit 40 % des usages dans l'Union européenne et jusqu'à 46 % en France), suivi du textile synthétique (55 millions de t/an), devant divers biens de consommation, le secteur automobile et l'électronique.
L'emballage plastique est souvent un usage éphémère ; selon l'ONU, 500 milliards de sacs en plastique sont utilisés par an, soit 10 millions par minute. Chaque Sud-coréen et chaque Canadien en utiliserait près de 100 kg/an (2015) ; contre 80 kg aux États-Unis, 60 kg en Europe occidentale, 45 kg en Chine, 10 kg en Inde et 5 kg en Afrique. Le plastique n'est généralement utilisé qu'une seule fois puis jeté, et souvent non recyclé.
Selon Roland Geyer (université de Californie), sur 8,3 milliards de tonnes fabriqués de 1950 à 2015, 5,8 milliards de tonnes ont été jetés (en partie recyclés ou incinérés) et 4,6 milliards de tonnes ont fini dans l'environnement, in fine souvent dans les océans.

## L'industrie des plastiques comme lobby
Cette industrie est notamment représentée par :

### États-Unis
- American Plastics Council (association commerciale)
- Society of the Plastics Industry (association commerciale)
- American Chemistry Council

### Europe
- European Polymer Federation (scientifique et technique)
- PlasticsEurope (association commerciale)
- Plastics Recyclers Europe (association d'industriels)

### Royaume-Uni
- British Plastics Federation (association commerciale)

### Inde
- Plexconcil - The Plastics Export Promotion Council, Government of India
- Plastindia

### International
- International Association of Plastics Distributors
- Society of Plastics Engineers

## Pays et sites
- Beccles, ville anglaise considérée comme consacrée à l'industrie du plastique
- Érié, centre de l'industrie du plastique aux États-Unis
- Oyonnax, au cœur de la Plastics Vallée, en France
- Stenungsund, ville considérée comme le centre de l'industrie du plastique en Suède

## Initiatives
- Plastics 2020 Challenge
- Plastics Free July

## Journaux et conférences
- Plastics News
- Plastics News Global Group

## Foires internationales
- NPE - National Plastics Expo (États-Unis)
- Chinaplas (Chine)
- K (Allemagne)
- Plastimagen (Mexique)
- Plastivision (Inde)
- Plastpol (Pologne)
- Interplas (Royaume-Uni)
- Interplastica (Russie)
- JEC (France)

## Exemples de produits
- Matière plastique de grande diffusion
- Acrylate
- Polycarbonate
- Polybutène-1
- Matériau composite

### Vidéographie
- Werner Boote (de) et Gerhard Pretting, Plastic Planet.
- [vidéo] « Addicted To Plastic », sur YouTube, également disponible sur Bullfrog Films et Cryptic Moth.